# Schauspielhaus Bad Godesberg

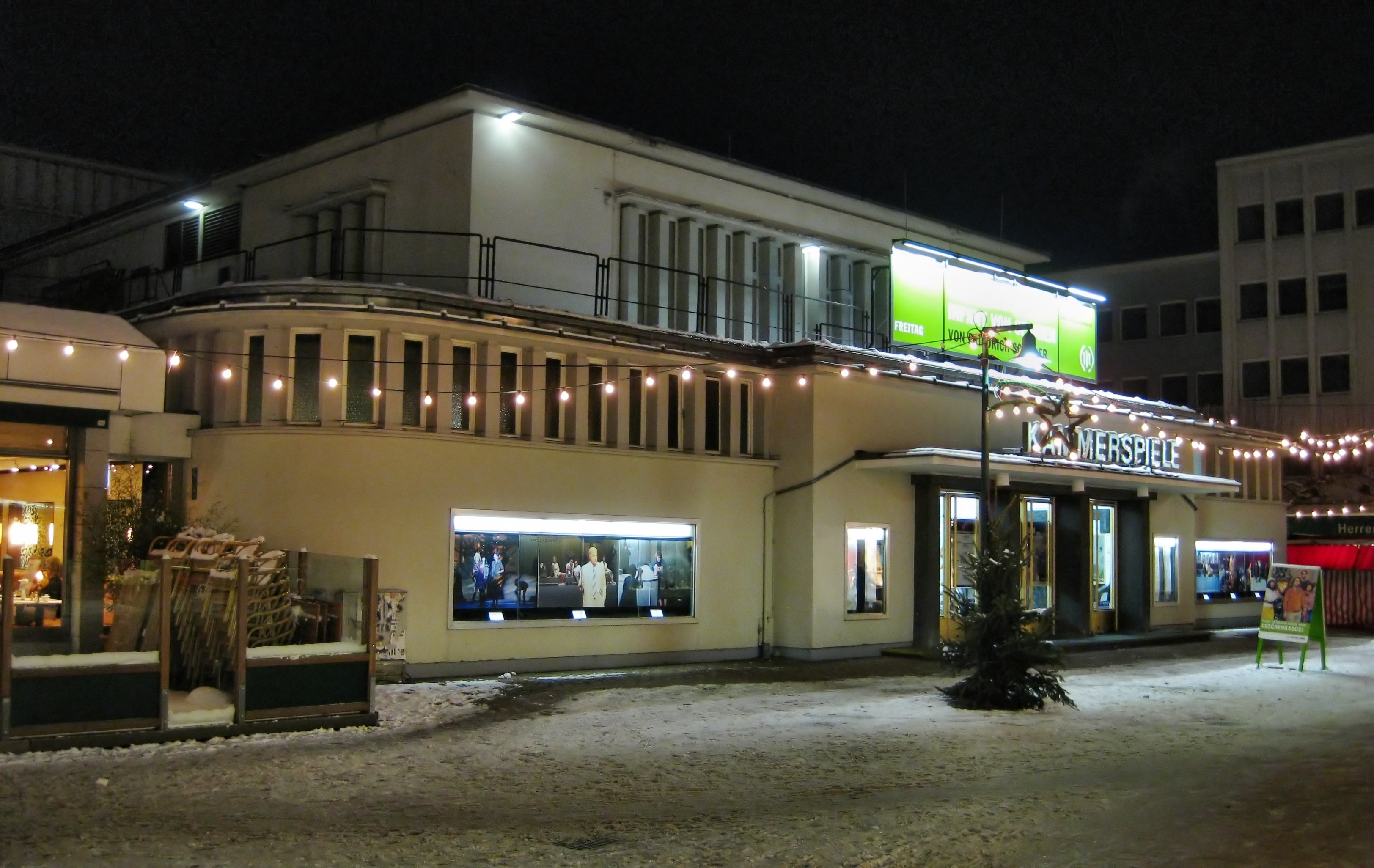
Der Eingang zum Schauspielhaus (damals noch „Kammerspiele“) vom Theaterplatz aus gesehen, 2010

Das Schauspielhaus Bad Godesberg (vormals Kammerspiele Bad Godesberg) ist das größte Schauspielhaus der Stadt Bonn und der erste Theaterneubau der Bundesrepublik in der Nachkriegszeit. Das Gebäude wurde in der Bad Godesberger Innenstadt in den frühen 1950er Jahren erbaut. Es gehört heute zum Bonner Ortsteil Alt-Godesberg und liegt am Theaterplatz 9 / Am Michaelshof 9 (ursprünglich Friedrich-Ebert-Straße, seit 1956 Michaelstraße 9, heute Am Michaelshof 9); es steht unter Denkmalschutz.

## Geschichte
Bad Godesberg war im Zweiten Weltkrieg zwar kaum zerstört worden, die Wohnraumbeschaffung für Flüchtlinge und zugezogene Bundesbedienstete belastete den Haushalt der damals noch nicht nach Bonn eingemeindeten Stadt in der Nachkriegszeit aber erheblich. Mangels ausreichender Mittel entschied die Stadtverwaltung Anfang der 1950er Jahre, statt der ebenfalls benötigten Stadthalle zunächst ein modernes Theatergebäude zu errichten. Dieses als Stadttheater bezeichnete Gebäude war der erste Theaterneubau in der Bundesrepublik Deutschland nach dem Krieg. Es wurde nach Plänen des Düsseldorfer Architekten Ernst Huhn unter Leitung des Stadtbauamtes innerhalb von acht Monaten in den Jahren 1951/52 gebaut.
Am 28. März 1952 wurde das Theater mit einer Aufführung der Zauberflöte festlich eröffnet. Bundespräsident Theodor Heuss war anwesend und ließ sich bei einem Rundgang die moderne Bühnen- und Kinotechnik des Gebäudes erläutern. Die Bild- und Tonanlage hatte die Düsseldorfer UFA-Handelsgesellschaft geliefert; die weitere Ausstattung beinhaltete zwei Ernemann-X-Projektoren in Rechtsausführung mit angebauter Diaeinrichtung, Bogenlampen-Gleichrichtern mit je 75 Ampere und einer Klangfilm-Gestell-Verstärker-Anlage der Type MX mit Reserveverstärker. Der Zuschauerraum hatte ursprünglich 738 Sitzplätze, die Firma Schröder & Henzelmann aus Bad Oeynhausen lieferte die Bestuhlung. Graue und grüne Farbtöne bestimmten den Theaterraum.
Erster Leiter des Theaters war Ernst Rademacher, ihm folgten Fritz Kucht und Josef Loschelder.
Das Theater wurde von Gastensembles bespielt und war außerdem – zur besseren Auslastung – nach einem Ratsbeschluss aus dem Jahr 1951 auch als Kino zu führen. Es folgten mehrere Umbauphasen, 1962 wurde das Theater zwecks Renovierungsarbeiten zeitweise geschlossen und im Jahr 1967 die Zuschauerkapazität auf 684 Plätze reduziert. 
So wie der Bund viele Einrichtungen Bonns und Bad Godesbergs finanziell unterstützte, erhielt die Godesberger Stadtverwaltung auch Zuschüsse zum Betrieb des Stadttheaters. Nach einer Vereinbarung aus dem Jahr 1970 wurden 58,7 % des Verlustausgleichs des Theaters vom Bund übernommen. Dank des Einsatzes der Bundestagsabgeordneten Hugo Hauser und Horst Ehmke wurde der Zuschuss des Bundes zu den Unterhaltskosten im Jahr 1980 sogar auf 70 % erhöht. 1986 kam es im Rahmen der Eingliederung in die Dachorganisation Theater Bonn – seither als Kammerspiele bezeichnet – zu baulichen Anpassungen des Gebäudes. 2008 finanzierte die Stadt eine neue Bestuhlung; heute finden hier 473 Zuschauer Platz. Im Jahr 2008 stellte die Bonner Stadtverwaltung das Theater unter Denkmalschutz. Der Schutzumfang betrifft den Außenbau und die Kassenhalle. Die an das Gebäude anschließende Werkstatthalle ist nicht geschützt.

### Umbenennung
Der 2018 neu engagierte Schauspieldirektor Jens Groß regte an, die Godesberger Kammerspiele in „Schauspielhaus“ umzubenennen. Dies wurde zum Beginn der Spielzeit 2018/2019 umgesetzt und mit dem jährlich stattfindenden Theaterfest am 9. September 2018 gefeiert. Das Fest fand bislang in und vor der Bonner Oper statt.

### Diskussionen um Schließung des Theaters
Bereits seit dem Jahr 2006 wurde die Schließung und Umnutzung des Theatergebäudes regelmäßig diskutiert. 2014 plädierte Oberbürgermeister Jürgen Nimptsch für die Aufgabe des Bad Godesberger Theaters als städtische Spielstätte. Die Stadtverwaltung schlug dem Stadtrat vor, Schauspiele künftig im Bonner Opernhaus zu spielen. Neben den hohen laufenden Kosten wurde auf anstehende Sanierungskosten im Godesberger Haus für Bühnentechnik und Elektrik in Höhe mehrerer Millionen Euro als Begründung verwiesen. Allein die Kosten zur notwendigen Sanierung der Bühnenmaschine wurden auf rund zwei Millionen Euro veranschlagt. Auch ein Teil der hohen Kosten für den Transport von Bühnenbildern und Kulissen zwischen dem Depot auf dem Gelände der Halle Beuel, dem Haus in Bad Godesberg und der Oper am Rheinufer seien bei einer Zusammenlegung vermeidbar.
Im Jahr 2015 wurde dann entschieden, das Godesberger Haus zur zentralen Spielstätte für Theaterstücke in Bonn zu machen. Das bislang in der Halle Beuel spielende städtische Theater nutzt seitdem das Schauspielhaus in Bad Godesberg. Es musste die Beueler Halle verlassen, um dort Platz für die Aufführungen des nicht von der Stadt finanzierten Pantheon-Theaters zu schaffen, das seinerseits aus dem abzureißenden Bonn-Center ausziehen musste. Das Schauspielhaus erhielt so eine Bestandsgarantie auch über das Jahr 2018 hinaus.

## Architektur
Das rund 30 Meter × 70 Meter große Gebäude erstreckt sich entlang der Straße Am Michaelshof bis zum Theaterplatz, an dem es seinen Haupteingang hat und den es durch sein Erscheinungsbild dominiert. Das mit einem Flachdach gedeckte Gebäude ist, je nach Nutzung der einzelnen Baubestandteile, in unterschiedlichen Höhen gestaffelt. Die repräsentative Schaufront ist mit Bändern aus schmalen hochrechteckigen, schlitzartig anmutenden Fenstern gestaltet. Die Gebäudeecken sind abgerundet.
Die Antragsbegründung zum Schutz als Denkmal lautete:

„Der gestaffelte Theaterbau mit flach ausgebildeten Dächern ist charakteristisch für die Bauweise und formale Gestaltung einer fortschrittlich geprägten Architekturauffassung der Nachkriegszeit.“